# Meerbusch
Meerbusch – miasto w Niemczech, położone w kraju związkowym Nadrenia Północna-Westfalia, w rejencji Düsseldorf, w powiecie Rhein-Kreis Neuss. W 2010 roku liczyło 54 318 mieszkańców.
Z Meerbusch pochodzi Wolke Hegenbarth, niemiecka aktorka.
W mieście rozwinął się przemysł metalowy, maszynowy, tekstylny.

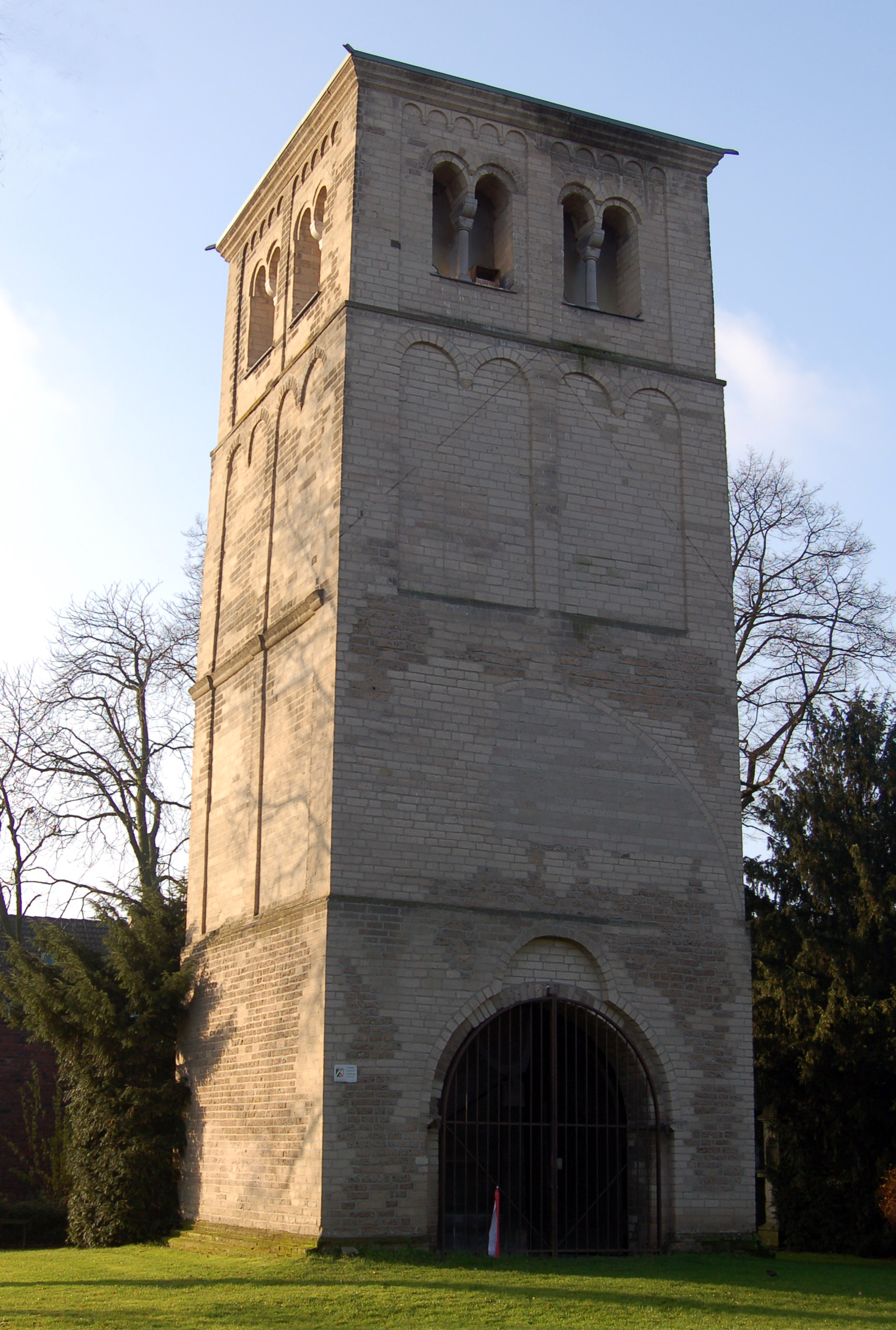
Stara dzwonnica w Meerbusch

## Współpraca
Miejscowości partnerskie:
- Blankenburg (Harz), Saksonia-Anhalt
- Fouesnant, Francja
- Kaustinen, Finlandia
- Petach Tikwa, Izrael
- Shijōnawate, Japonia
- Wittenberge, Brandenburgia